# Файбышев, Александр Николаевич
Александр Николаевич Файбышев (1900, город Екатеринослав, теперь город Днепр — расстрелян 23 сентября 1938, город Киев) — украинский советский деятель, председатель Организационного комитета Президиума ВУЦИК по Житомирской области (1937—1938 гг.). Жертва сталинских репрессий. Депутат Верховного Совета СССР 1-го созыва.

## Биография
Образование среднее. Член ВКП(б). Находился на ответственной советской работе.
В 1937—1938 годах — председатель Организационного комитета Президиума ВУЦИК по Житомирской области.
3 мая 1938 года арестован органами НКВД. 23 сентября 1938 года приговорен к расстрелу. Посмертно реабилитирован в 1956 году.